# Stolzite
Stolzite é um mineral composto de tungstato de chumbo, com fórmula química PbWO4. É semelhante à wulfenite, a que está muitas vezes associada, a qual tem fórmula química similar, com substituição do tungsténio por molibdénio. Cristaliza no sistema tetragonal e é dimórfica juntamente com a forma monoclínica raspite.
Os cristais de tungstato de chumbo têm a transparência óptica do vidro combinada com muito maior densidade (8,34 g/cm3 vs ~2.2 g/cm3 para a sílica fundida). São usados como cintiladores.
Foi descrita pela primeira vez em 1845 a partir de uma ocorrência em Krusne Hory (Erzgebirge), República Checa e nomeada em homenagem a Joseph Alexi Stolz de Teplice na Boémia.  Ocorre em depósitos minerais oxidados de tungsténio-chumbo tipicamente associada a raspite, cerussite, anglesite, piromorfite e mimetite.